# Vargo Statten Science Fiction Magazine
Vargo Statten Science Fiction Magazine è stata una rivista di fantascienza britannica pubblicata dalla casa editrice Scion Ltd. per il grande successo riscosso dai romanzi firmati Vargo Statten ma scritti (per la maggior parte) da John Russell Fearn che usò anche numerosi altri pseudonimi.
Ebbe un primo direttore in Alistair Paterson, sostituito, dopo i primi numeri, personalmente da Fearn; entrambi usarono lo pseudonimo di Vargo Statten.
Sostanzialmente il Vargo Statten Magazine rieditava romanzi sconosciuti, già apparsi sul mercato americano, adattandoli alle esigenze di quello inglese e pubblicando 19 numeri tra il gennaio 1954 ed il febbraio 1956.
Successivamente ne venne modificato il nome in Vargo Statten British Science Fiction Magazine, poi in The British Science Fiction Magazine ed infine in The British Space Fiction Magazine.
Gli editori della rivista furono due, la Scion per i primi sette numeri e la Dragon Publications per i successivi.